# Museo de Ávila
El museo de Ávila, instalado en la casa de los Deanes, es un espacio cultural de la ciudad de Ávila, en España. Su origen como institución museística centenaria se remonta a 1911.
Desde 1987 está gestionado por la Junta de Castilla y León. Entre sus fondos se encuentran piezas y obras de Arqueología y Bellas Artes, además de un amplio catálogo etnológico de la zona. Es propiedad del Estado a través del Ministerio de Educación, Cultura y Deporte.
- Museo arqueológico: materiales datados entre el Paleolítico y la Edad Moderna.
- Museo de bellas artes: colección de pintura flamenca, cerámica, mobiliario, armas y artes decorativas.
- Museo etnográfico: trajes, cocinas, cestería, telares y utensilios de la agricultura, la ganadería o la cantería y otros elementos de la cultura popular abulense.

## Historia
La primera institución predecesora del Museo de Ávila fue creada como ‘Museo honorífico’ por la Comisión de Monumentos de la provincia abulense e inaugurada en 1911 en el edificio de la "Biblioteca y Museo Teresianos", como depositaria del Patrimonio Histórico-Artístico provincial. Pasó luego por otras sedes en el Alcázar, el Arco de San Vicente, el claustro de la Catedral, y la capilla de las Nieves (con periodos de depósito en diversos almacenes municipales).

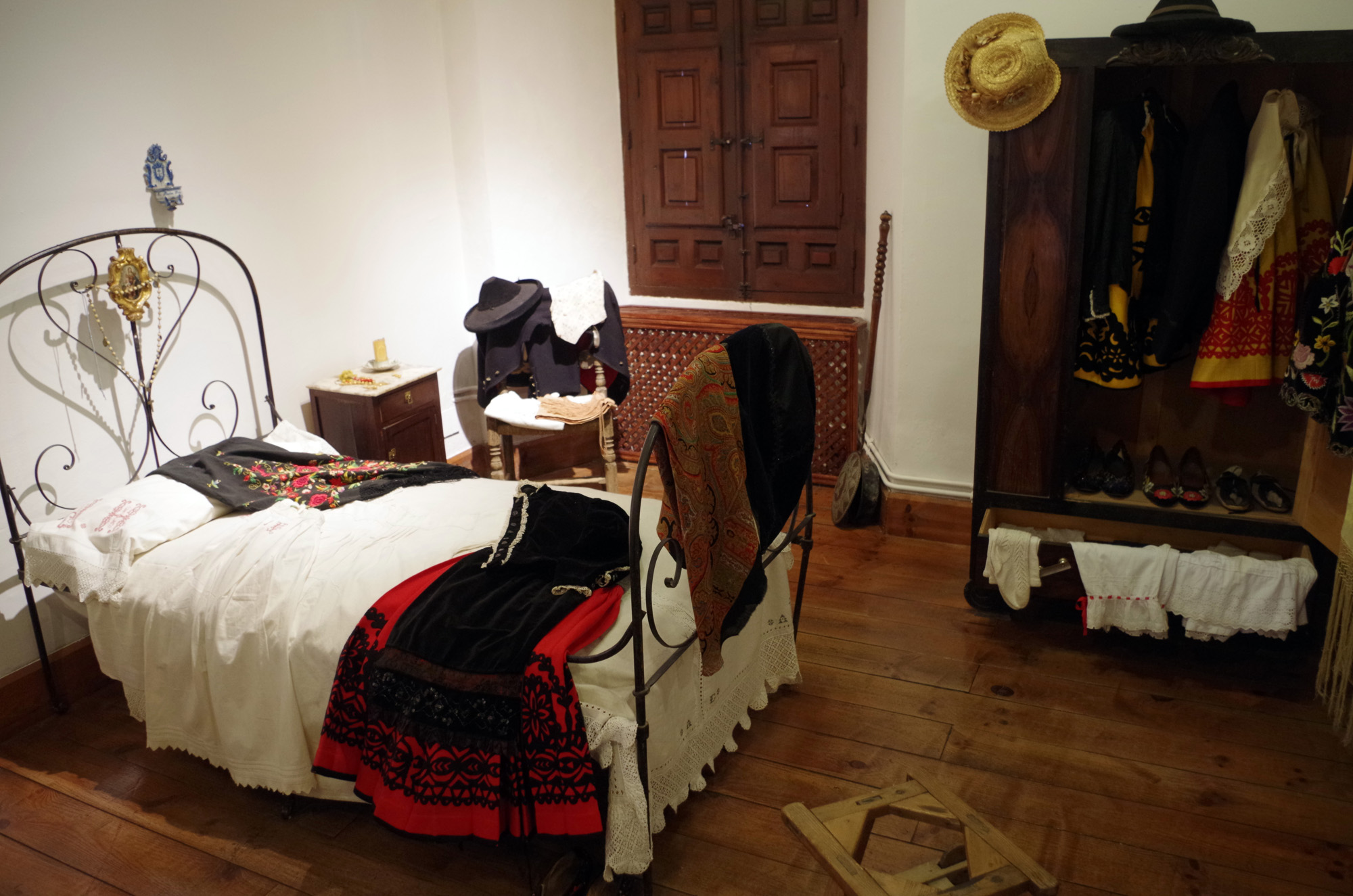
Dormitorio tradicional abulense.

Por fin, en 1968 se institucionalizó como Museo Provincial, «con piezas, edificio, presupuesto y personal propios, vinculado al Ministerio de Educación, después Cultura». En 1971 fue reinaugurado. En 1986 remodelado como Museo de Ávila y un año después pasó a ser gestionado por la Junta de Castilla y León. 
Desde 1969 el museo está instalado en la Casa de los Deanes, extendiendo su fondo en 1998 al Almacén Visitable de Santo Tomé, en el espacio histórico de la Plaza de Nalvillos de la capital abulense. El edificio de la Casa de los Deanes fue declarado Bien de Interés Cultural, con la categoría de monumento, el 1 de octubre de 1962. RI-51-0001306-00000

## Fondos
La exposición permanente de los fondos del museo se organiza en tres secciones: una dedicada a elementos de la cultura tradicional rural abulense (salas I-III); otra a la historia de la provincia (salas IV-IX), con piezas e información de los periodos prehistórico (Paleolítico, Neolítico, Calcolítico y Edad del Bronce), protohistórico (Edad del Hierro), e histórico propiamente dicho (Romanización, Tardoantigüedad, Edad Media, Moderna y siglo xix).

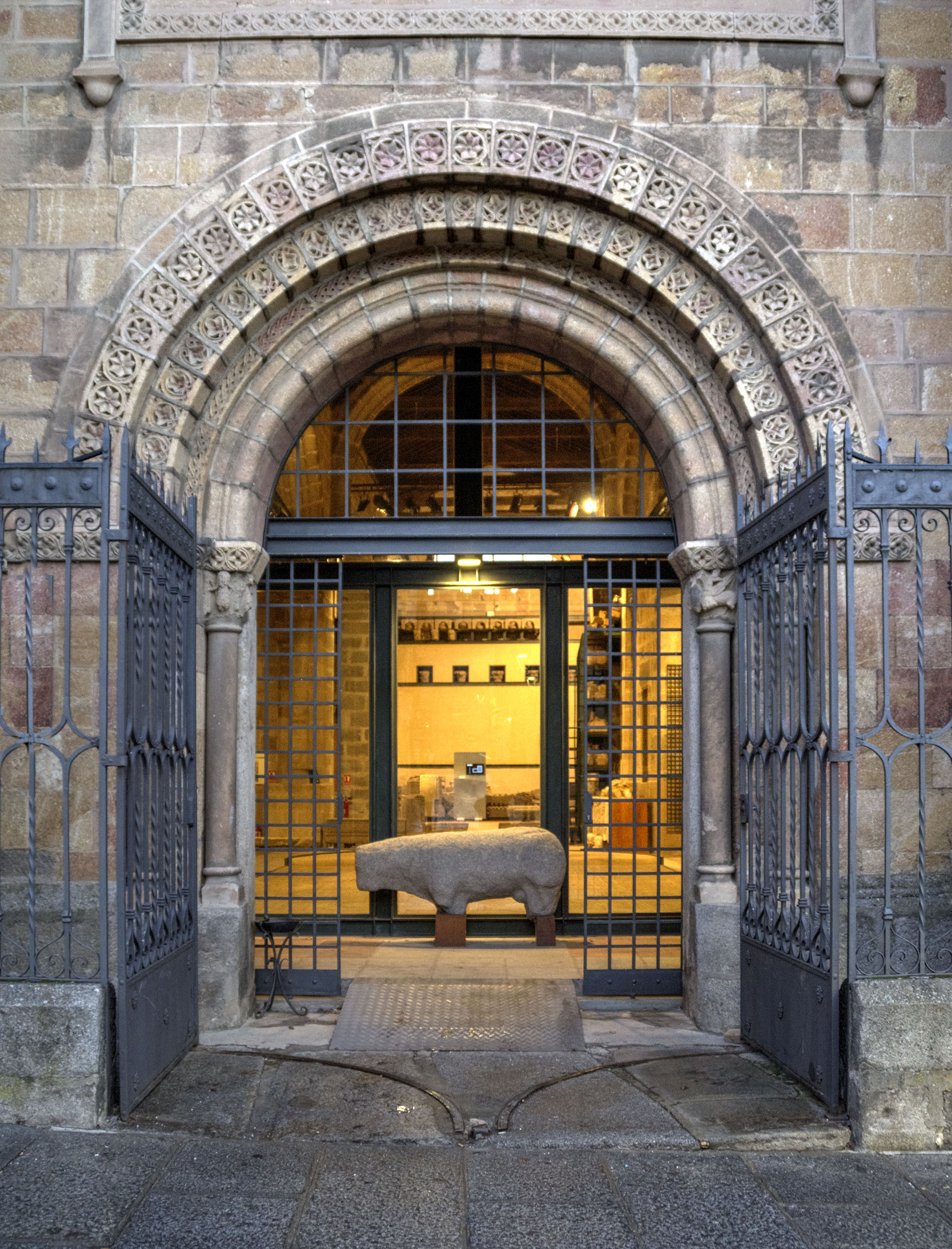
Iglesia de Santo Tomé el Viejo donde se encuentra el Almacén Visitable del museo de Ávila.

 La tercera sección, instalada en el patio alto y dedicada a la ciudad de Ávila y excavaciones urbanas, que reúne restos procedentes de toda la provincia, desde hachas de piedra al coleccionismo decimonónico. En el Almacén Visitable instalado en la vecina iglesia de Santo Tomé el Viejo, se recoge el lapidario y las piezas de mayor envergadura. El templo, sin culto desde el siglo xviii, sirvió de “Paneras del Cabildo”; y desamortizado en el xix, pasó a manos particulares; en el siglo xix, era el “Garaje España”, hasta que lo recuperó el Estado en 1964.
Se puede destacar la colección taurina del marqués de Benavites, que incluye el mosaico romano de Magazos, el sepulcro del Caballero de Serranos de la Torre, obra de Vasco de la Zarza, y los verracos de Martiherrero.